# Gasteropelecus levis
Gasteropelecus levis är en fiskart som först beskrevs av Eigenmann, 1909.  Gasteropelecus levis ingår i släktet Gasteropelecus och familjen Gasteropelecidae. Inga underarter finns listade i Catalogue of Life.